# Dolichopus scopifer
Dolichopus scopifer är en tvåvingeart som beskrevs av James 1939. Dolichopus scopifer ingår i släktet Dolichopus och familjen styltflugor.
Artens utbredningsområde är Colorado. Inga underarter finns listade i Catalogue of Life.